# Brewster-vinkel
Brewster-vinklen er for lys den indfaldsvinkel, hvor kun s-polariseret lys bliver reflekteret. Hvis lysstrålen kommer fra et medie med brydningsindekset {\displaystyle n_{1}}, og det reflekterende medie har brydningsindekset {\displaystyle n_{2}}, er Brewster-vinklen {\displaystyle \theta _{B}} givet ved:
{\displaystyle \theta _{B}=\tan ^{-1}{\frac {n_{2}}{n_{1}}}}
Pga. polarisering kan fotografer bruge et polarisationsfilter til at fjerne uønskede refleksioner fra deres billeder.

## Relation til totalrefleksion
Totalrefleksion forekommer, når indfaldsvinklen er over en kritisk vinkel {\displaystyle \theta _{c}} givet ved:
{\displaystyle \theta _{c}=\sin ^{-1}{\frac {n_{2}}{n_{1}}}}
Relationen mellem Brewster-vinklen og den kritiske vinkel er derfor:
{\displaystyle \tan \theta _{B}=\sin \theta _{c}}
De to vinkler ligger tæt på hinanden, så længe de er små.